# Konstantinos Skarlatos
Konstantinos Skarlatos (griechisch Κωνσταντίνος Σκαρλάτος, * 27. März 1877 in Athen; † 1969) war ein griechischer Sportschütze und Generalleutnant.

## Erfolge
Konstantinos Skarlatos nahm an den Olympischen Zwischenspielen 1906 in Athen und den Olympischen Sommerspielen 1912 in Stockholm teil. 1906 belegte er mit der Schnellfeuerpistole den 15. Rang, mit dem Freien Revolver wurde er Fünfter. Mit dem Militärrevolver aus dem Modelljahr 1864 erreichte er lediglich den 17. Platz, während er mit der Duellpistole auf 20 m als Vierter knapp einen Medaillengewinn verpasste. Dieser gelang ihm schließlich mit der Duellpistole auf 30 m, als er vor Johan Hübner von Holst und Vilhelm Carlberg die Goldmedaille gewann. Sechs Jahre darauf belegte er in den Einzelwettkämpfen mit der Freien Pistole den 30., sowie mit der Duellpistole den 27. Platz. Die beiden Mannschaftswettbewerbe schloss er auf dem fünften Platz ab.
Skarlatos machte 1892 seinen Abschluss an der Militärakademie zum Leutnant der Artillerie und kämpfte in der Folge im Türkisch-Griechischen Krieg sowie in den Balkankriegen. Von 1921 bis 1922 leitete er die Armeeakademie. Er ging als Generalleutnant in Ruhestand.